# Сафо (птах)

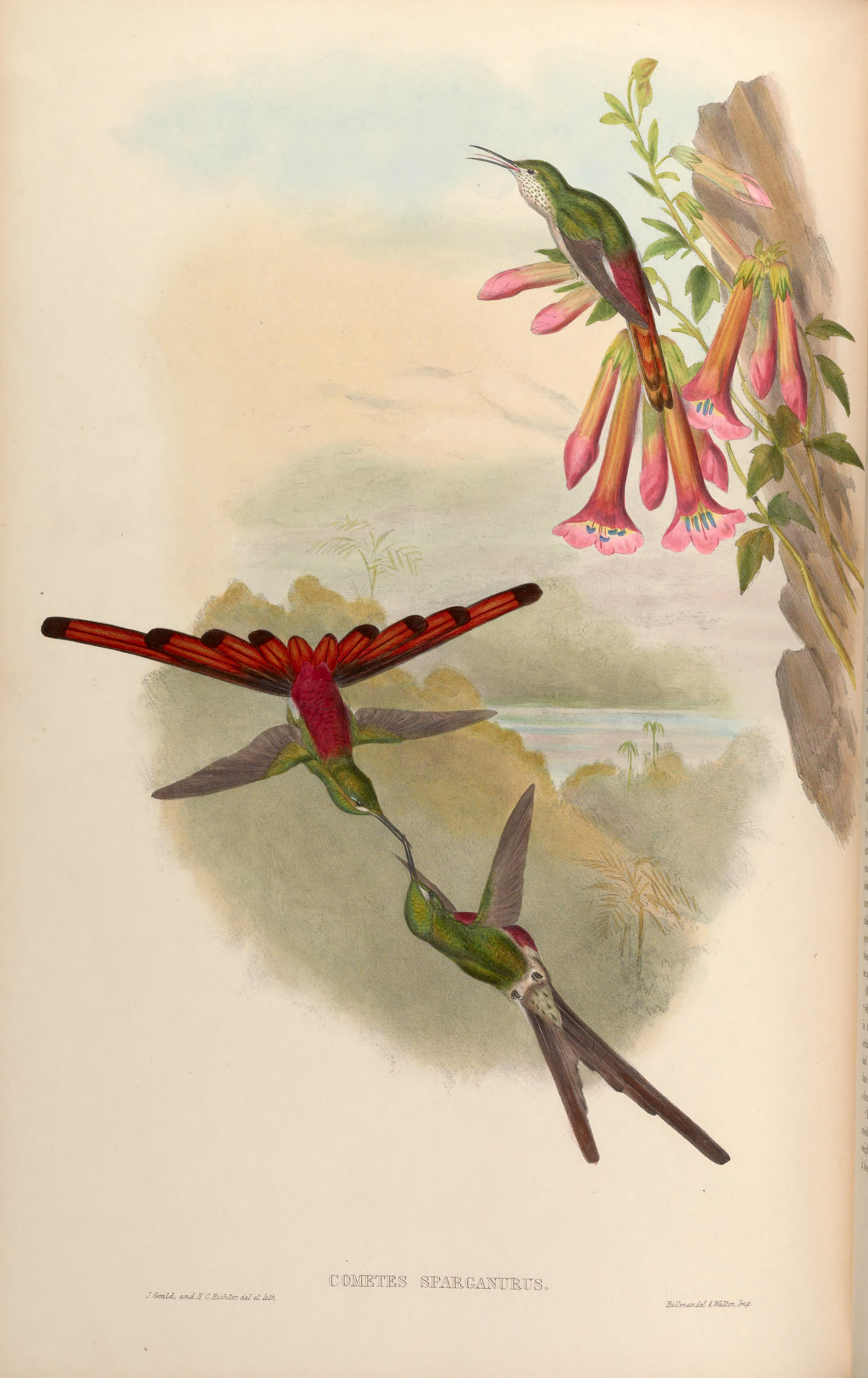
Пара сафо

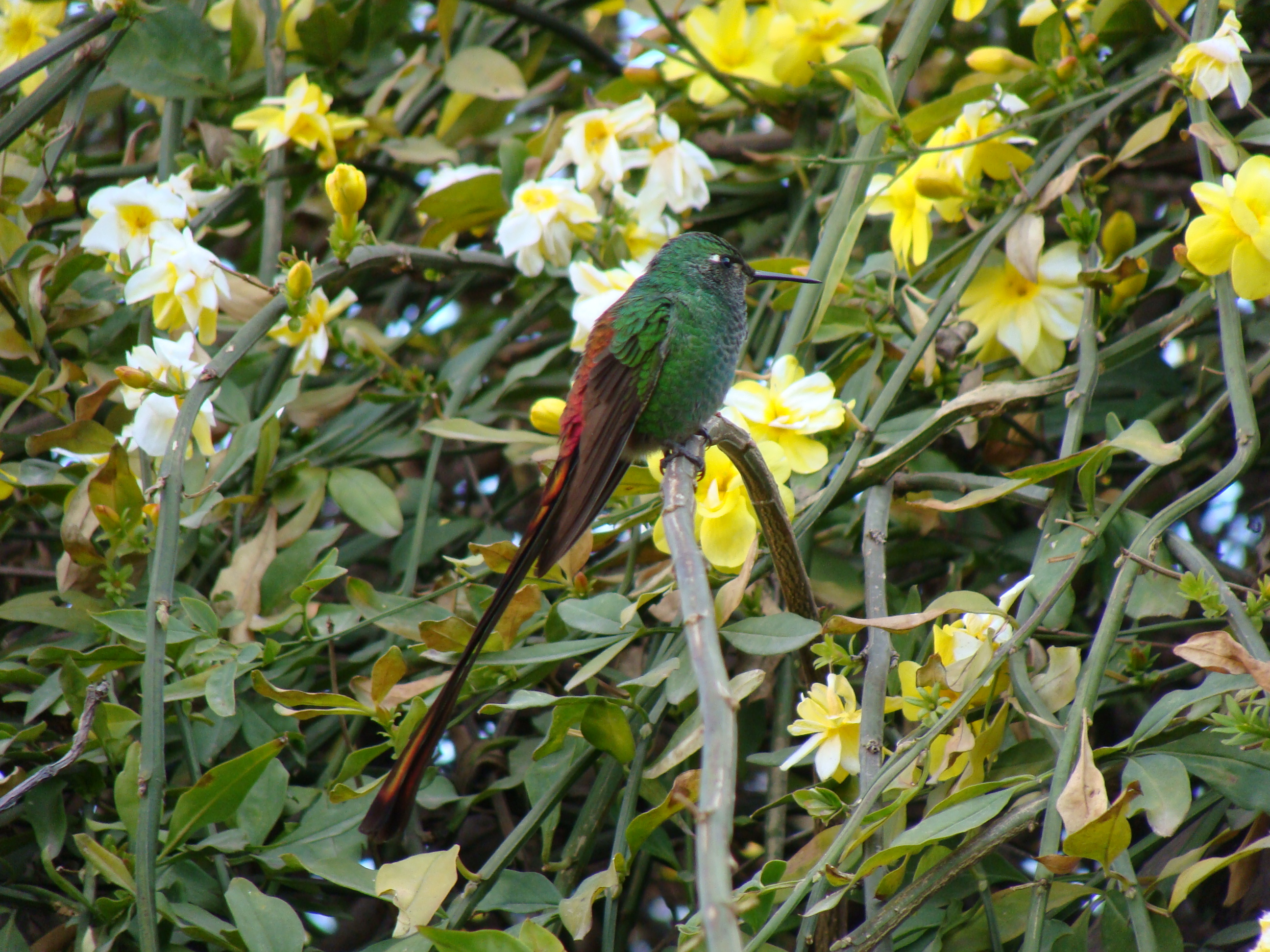
Самець сафо

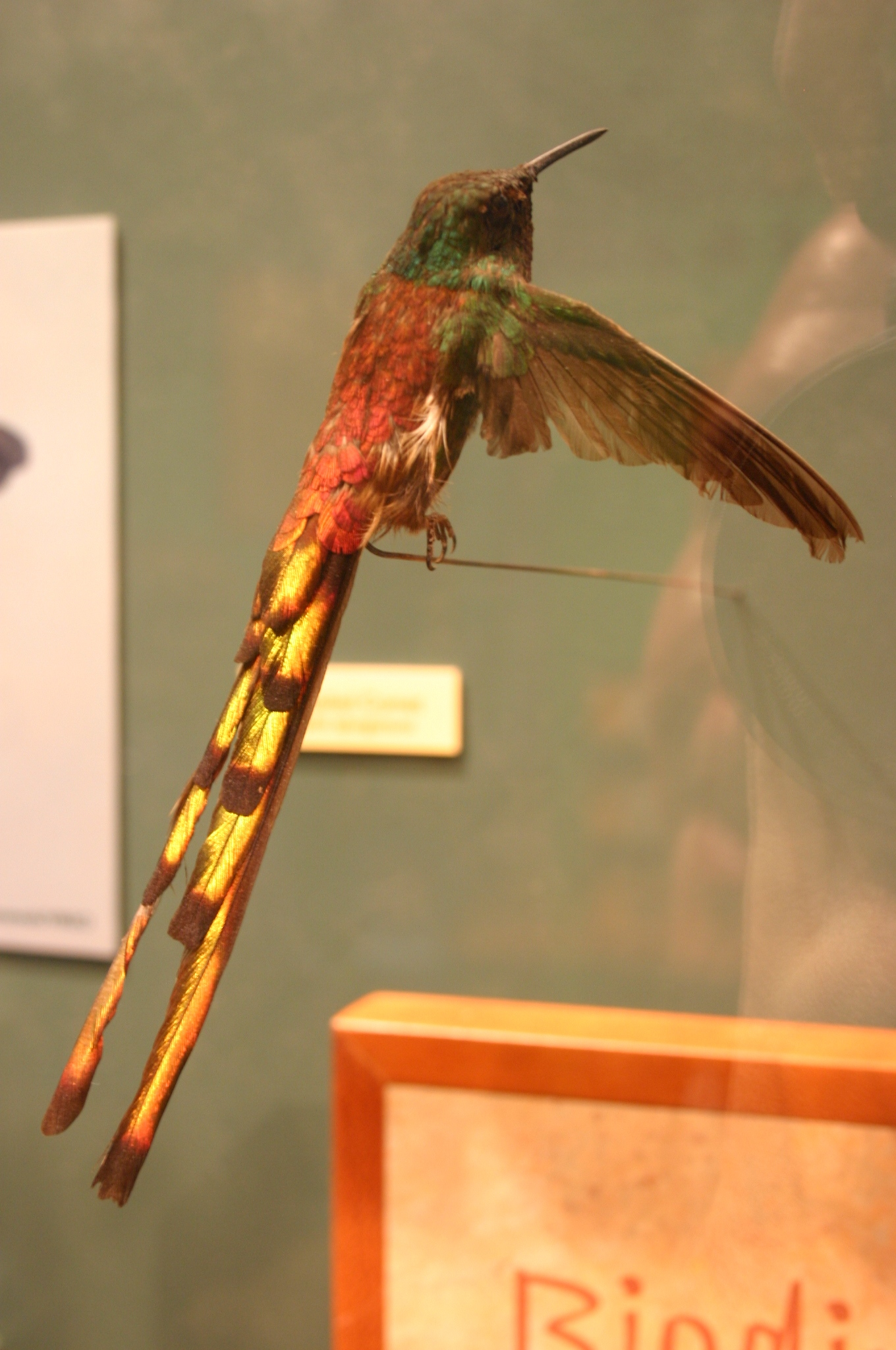
Сафо

Са́фо (Sappho sparganurus) — вид серпокрильцеподібних птахів родини колібрієвих (Trochilidae). Мешкає в Болівії і Аргентині. Це єдиний представник монотипового роду Сафо (Sappho), назвавного на честь давньогрецької поетеси Сапфо

## Опис
Сафо є одними за найбільших представників родини колібрієвих. Самці цього виду можуть досягати довжини 22 см, враховуючи довгий хвіст, довжина самиць становить 12-15 см. У самців голова, плечі і верхня частина спини зелені або бронзово-зелені, спина і надхвістя червонувато-фіолетові. Хвіст довгий, глибоко роздвоєний. Стернові пера широкі, на кінці прямі, райдужно-золотисто-червоні, з вугільно-чорними плямами на кінчиках. Їх довжина варіюється від 5 см у молодих самців до 10 см у дорослих самців. На горлі V-подібна блискуча смарагдово-зелена пляма. Решта нижньої частини тіла темно-бронзово-зелена з золотистим відблиском.
У самиць нижня частина тіла блідіша, хвіст помітно коротший, червонувато-бронзовий, чорні плями на кінці крайніх стернових пер мають білі краї. Забарвлення молодих птахів подібне до забарвлення самиць, однак спина і надхвістя у них бронзово-зелені з мідним відблиском, крайні стернові пера у них мають білі краї. У представників підвиду S. s. sapho хвіст має фіолетово-золотистий відтінок.

## Підвиди
Виділяють два підвиди:
- S. s. sparganurus (Shaw, 1812) — Анди на півночі і в центрі Болівії;
- S. s. sapho (Lesson, RP, 1828) — східні схили Анд на півдні Болівії та на півночі і заході Аргентини (на південь до Мендоси, місцями до Неукена).

## Поширення і екологія
Сафо мешкають в Андах на території Болівії і Аргентини, а також спостерігалися в Чилі, і можливо, присутні на півдні Перу. Вони живуть на високогірних плато і на сухих гірських схилах, порослих деревами, чагарниками і кактусами, в перехідній зоні між високогірними луками пуна і вологими хмарними лісами. Вони віддають перевагу заростям Prosopis і Polylepis, а також листяним лісам Alnus і Podocarpus. Зустрічаються на висоті від 1500 до 4000 м над рівнем моря. Часто трапляються поблизу людських поселень.
Сафо живляться нектаром чагарників Ligaria cuneifolia, а також деяких інших рослин, зокрема з родів Castilleja, Salvia, Nicotiana, Tripodanthus і Lamourouxia. Сезон розмноження в Болівії триває з квітня по червень.